# Дом за нашите деца (сериал)
„Дом за нашите деца“ е български 4-сезонна телевизионна поредица (драма, семейна сага) от 1986 до 1989 година на режисьора Неделчо Чернев, по сценарий на Лиляна Михайлова. Оператор е Емил Вагенщайн. Музиката във филма е композирана от Петър Ступел.

## Сезони и епизоди

### 1 сезон –Дом за нашите деца
- 1 епизод – „Нова година“ – 55 минути
- 2 епизод – „Дъщерите“ – 58 минути
- 3 епизод – „В края на зимата“ – 60 минути
- 4 епизод – „Изпити“ – 67 минути
- 5 епизод – „Един тъжен мъж“ – 63 минути

### 2 сезон –Време за път
- 1 епизод – „В един понеделник“ – 64 минути
- 2 епизод – „Призовка“ – 64 минути
- 3 епизод – „Дългове“ – 63 минути
- 4 епизод – „Когато лятото си отива“ – 59 минути
- 5 епизод – „Пътека към върха“ – 67 минути

### 3 сезон –Неизчезващите
- 1 епизод – „Очакване“ – 65 минути
- 2 епизод – „Свидетели“ – 74 минути
- 3 епизод – „Знаци“ – 71 минути
- 4 епизод – „Обицата“ – 71 минути
- 5 епизод – „Белият кон“ – 65 минути

### 4 сезон –Бащи и синове
- 1 епизод – „Очевидецът“ – 65 минути
- 2 епизод – „Мълчанието“ – 60 минути
- 3 епизод – „Ревизия“ – 58 минути
- 4 епизод – „Виновният“ – 55 минути
- 5 епизод – „Празник“ – 56 минути

## Сюжет

### 1 сезон
Инженер Христо Алданов строи нова къща за своето голямо семейство. Неприятности в работата го карат да прави нежелани компромиси със съвестта си и да свидетелства в полза на човек, на когото е задължен, въпреки че е наясно, че постъпва непочтено. Съпругата на Алданов, Невена, живее с тревогите на фамилията. Голямата ѝ дъщеря Ана се развежда със съпруга си Борис, за да се събере със своя предишен приятел архитект Цолов – пресметлив и безскрупулен човек, който се интересува единствено от изгодата. Малката дъщеря Мария е временно назначена журналистка в столичен вестник, но след като в свой материал разкрива незаконния начин, по който влиятелни хора строят вили край София е заплашена със съд от потърпевшите. Опърничавият син на Алданов – Александър, който също е инженер и работи заедно с баща си в един завод, не обича да премълчава и двамата често изпадат в конфликти. Алданов е загрижен и за по-малката си сестра Вероника и опитите ѝ да си намери съпруг, с когото да имат деца.

### 2 сезон
Домът на Алданови е построен, в него живеят родителите, Александър със семейството си и разведената Ана със сина си Емо.
В завода става злополука – млад стругар работи без предпазен екран, окото му бива наранено от метална стружка и опасността да ослепее е голяма. Александър Алданов, вече дипломиран инженер и началник на цеха, в който се случва инцидентът, носи отговорност, защото не е предприел нищо срещу нарушаването на изискванията за безопасност, оставяйки работниците да работят по най-удобния за тях начин с цел изпълнение на плана. Назначена е комисия, разследваща инцидента, чийто член е новият главен специалист на управлението и бивш и.д. директор на завода – инженер Куманов. Той опитва да се възползва от възможността за разчистване на сметките си с Алданов заради „предателството му“ при историята с машината на Йорданов и атакува Александър. Христо Алданов като началник на отдел „Безопасност на труда“, му отнема възможността за отмъщение, като изненадващо поема вината върху себе си, лъжейки, че синът му е докладвал многократно за нарушенията, на които обаче той не е реагирал. Поради тази и заради историята с машината на Йорданов, Христо Алданов бива пенсиониран без ордени и почести. Работникът оздравява.
Съпругата на Александър, Стефка, подтиквана от меркантилната си майка и взимаща пример от колежката си Милушева, чийто мъж работи в Африка, непрекъснато натяква на мъжа си да замине да работи в чужбина, за да печели повече пари, включително и за обзавеждане на жилището. Тя оставя децата си – най-малкото е още бебе – на грижите на родителите на Александър и започва работа. Виждайки обаче здравословните последици от работата в Африка при завръщането на мъжа на Милушева, тя променя мнението си, осъзнавайки, че притежава всичко, от което се нуждае.
Вероника живее щастливо с Ванчелов, но мечтае за дете. Въпреки обидните намеци на съседите ѝ относно напредналата им възраст, тя забременява, изтърпява подигравките на съседи, колеги и съпротивата на роднини и ражда здраво дете.
Мария пътува с началника си Гюлев в командировка. Пътьом влюбеният в нея Гюлев се отбива в родното си село и я представя на родителите си, които я възприемат като дългоочакваната снаха. Мария, получила преди две седмици шофьорската си книжка, моли Гюлев да ѝ позволи да кара колата му и причинава катастрофа, след която Гюлев лежи със строшени крайници в болница, а тя, изписана със счупена ръка, е заплашвана със съдебни дела от влиятелни хора, чиито незаконни строежи и злоупотреби с държавни средства е описала в статия. С нея се свързва работещия по случая следовател Георгиев и между двамата печащи се на общия огън пламва любов. Лежащия в болницата Гюлев, изненадващо и нетипично за него, се решава да подкрепи неудобната статия пред редакцията на вестника. Мария научава от баща си, че Георгиев е женен и баща на две деца, от които по-големият е неин връстник. Връзката се разпада, Мария приема кореспондентското място на вестника в далечния Добрич (Толбухин).
С незаконни строежи се занимава и Цолов, който продължава – този път безуспешно – да ухажва Ана. Състудентът му инж. Савчев, технически ръководител на държавна строителна фирма, му помага да строи вилата си с държавни материали, като за отплата получава половината от парцела, който Цолов си е поискал от село в района на минерални бани като награда за планирането на преместване на паметник – „услуга за услуга“. В схемата за строежа на вилата е включена и безплатна работа на работници, залъгвани с по-бързо получаване на апартаменти или разрешения за строеж. Машинациите на Савчев и Цолов излизат наяве след инцидент със сърдечно болен работник от държавната фирма, изпратен в работно време на частния обект, намиращ се в друг окръг. Цолов, въпреки риска за живота на болния работник, опитва безскрупулно да потули случая, изисквайки от Ана, в чието кардиологично отделение се намира пострадалия, да разреши преместването му в болница в София – градът, в който е трябвало да се намира в работно време. В същото време се извършва проверка в строеното от подопечните на Савчев училище, което поради кражбите на материали и работна сила не може да бъде завършено навреме за началото на учебната година. Злоупотребите излизат наяве, Савчев бива осъден и влиза в затвора, Цолов губи работата си като началник на архитектурен отдел в София.
Емо е нещастен от раздялата на родителите си и им помага да се съберат отново около болничното му легло, предизвиквайки си сериозна настинка след ядене на много сладолед.
Синът на Куманов, Светозар, иска да следва литература, въпреки съпротивата на баща си, който иска да „подреди живота му“ според разбиранията си и да го насочи към по-доходоносна професия. Светозар започва връзка със съученичката си Антония, която е презряна от баща му и майка му по причина липсата на родители.
В края пенсионираният Алданов най-сетне предприема планирания от 30 години планински поход до връх Вихрен само с жена си.

### 3 сезон
Журналистката Мария Алданова започва работа като кореспондент на столичен вестник в Добрич. При една командировка в малко крайморско селце, тя разбира, че там се е случил инцидент, при който е загинал човек. По случая е обвинена млада жена, но Алданова е изпълнена със съмнения. Водена от стремеж истината да бъде разкрита, Мария, с помощта на Симеон, млад оператор, пристигнал в района за да заснеме документален филм за един от последните тюлени по българското черноморие, успява да достигне до истинския извършител на престъплението.

### 4 сезон
Няма покой в една голяма фамилия. Поколенията са различни, целите – други, животът се променя и нищо не може да ги свърже дори в нов дом за всички....
Ежедневието и промените – желани, неочаквани и съдбовни – в живота на всеки от семейство Алданови. В малък град близо до София...

## Актьорски състав

### 1 сезон
- Коста Цонев – инженер Христо Алданов (в 5 серии: от I до V вкл.)
- Емилия Радева – Невена Алданова (в 5 серии: от I до V вкл.)
- Мария Каварджикова – Д-р Ана Апостолова (в 5 серии: от I до V вкл.)
- Георги Новаков – Александър Алданов (в 5 серии: от I до V вкл.)
- Елжана Попова – Мария (в 5 серии: от I до V вкл.)
- Ели Скорчева – Стефка Алданова, съпруга на Александър (в 5 серии: от I до V вкл.)
- Валентин Гаджоков – Борис Апостолов, съпруг на Ана (в 5 серии: от I до V вкл.)
- Невена Коканова – Вероника Алданова (в 5 серии: от I до V вкл.)
- Георги Калоянчев – инженер Константин Ванчелов (в 3 серии: I, II, V)
- Стефан Данаилов – Архитект Цолов (в 5 серии: от I до V вкл.)
- Иван Янчев – инженер Куманов (в 3 серии: III, IV, V)
- Мариус Донкин – Гюлев (в 5 серии: от I до V вкл.)
- Васил Михайлов – Паскалев (в 5 серии: от I до V вкл.)
- Асен Миланов – инженер Йорданов (в 5 серии: от I до V вкл.)
- Георги Русев – Златев (в 1 серия: II)
- Стоян Стоев – болният Васил Антонов (в 3 серии: I, II, III)
- Невена Мандаджиева – втората съпруга на болния Васил Антонов (в 3 серии: (I, III, V)
- Калоян Роев – Емил, детето на Борис и Ана (в 5 серии: от I до V вкл.)
- Златина Дончева (като Златина Джамбазова) – телефонистка, колежка на Вероника (в 1 серия: I)
- Николай Узунов – Виктор, зет на болния бай Иван (в 1 серия: I)
- Иван Джамбазов – д-р Филипов (в 4 серии: от II до V вкл.)
- Лили Енева – телефонистка, колежка на Вероника (в 1 серия: I)
- Константин Цанев – лекар, колега на Ана Алданова (в 3 серии: II, III, V)
- Ина Попова – дъщерята на инж. Ванчелов (в 2 серии: II, IV)
- Добромир Манев – баща на ученичката Лили, обучавана от учителя Борис (в 1 серия: II)
- Константин Коцев – съученик на Невена Алданова (в 1 серия: III)
- Александър Александров – следователят Георгиев
- Иван Обретенов – майсторът (в 1 серия: II)
- Найчо Петров – горският (в 1 серия: II)
- Лина Гладийска (в 1 серия: V)
- Нина Стамова (в 3 серии: I, II, IV)
- Калина Братанова (в 1 серия: I)
- Ива Домусчиева (в 4 серии: I, III, IV, V)
- Георги Фратев (в 1 серия: III)
- Георги Роев (в 2 серии: I, III)
- Александър Благоев (в 1 серия: III)
- Атанас Божинов (в 4 серии: I, III, IV, V)
- Евдокия Фратева (в 2 серии: I, III)
- Меглена Димитрова (в 1 серия: I)
- Георги Раданов (в 1 серия: V)
- Юрий Яковлев (в 1 серия: V)
- Димитър Димитров (в 1 серия: V)
- Иван Бодуров (в 3 серии: I, IV, V)
- Стефан Германов (в 1 серия: I)
- Елза Тодорова (в 1 серия: I)
- Красимира Митева (в 1 серия: I)
- Михаил Гецов (в 1 серия: III)
- Димитър Милушев (в 2 серии: II, V)
- Екатерина Славова (в 1 серия: V)
- Кина Мутафова (в 1 серия: V)
- Рихард Езра (в 1 серия: II)
- Гарабед Палабикян (в 1 серия: II)
- Лора Кремен (в 1 серия: II)

### 2 сезон
- Коста Цонев – инженер Христо Алданов (в 5 серии: от I до V вкл.)
- Емилия Радева – Невена Алданова (в 5 серии: от I до V вкл.)
- Мария Каварджикова – Д-р Ана Апостолова (в 5 серии: от I до V вкл.)
- Георги Новаков – Александър Алданов (в 5 серии: от I до V вкл.)
- Елжана Попова – Мария (в 5 серии: от I до V вкл.)
- Ели Скорчева – Стефка Алданова, съпруга на Александър (в 5 серии: от I до V вкл.)
- Валентин Гаджоков – Борис Апостолов, съпруг на Ана (в 5 серии: от I до V вкл.)
- Невена Коканова – Вероника Алданова (в 5 серии: от I до V вкл.)
- Георги Калоянчев – инженер Константин Ванчелов (в 3 серии: I, II, V)
- Стефан Данаилов – Архитект Цолов (в 5 серии: от I до V вкл.)
- Иван Янчев – инженер Куманов (в 3 серии: III, IV, V)
- Мариус Донкин – Гюлев (в 5 серии: от I до V вкл.)
- Васил Михайлов – Паскалев (в 5 серии: от I до V вкл.)
- Асен Миланов – инженер Йорданов (в 5 серии: от I до V вкл.)
- Георги Русев – Златев (в 1 серия: II)
- Стоян Стоев – болният Васил Антонов (в 3 серии: I, II, III)
- Невена Мандаджиева – втората съпруга на болния Васил Антонов (в 3 серии: (I, III, V)
- Калоян Роев – Емил, детето на Борис и Ана (в 5 серии: от I до V вкл.)
- Златина Дончева (като Златина Джамбазова) – телефонистка, колежка на Вероника (в 1 серия: I)
- Николай Узунов – Виктор, зет на болния бай Иван (в 1 серия: I)
- Иван Джамбазов – д-р Филипов (в 4 серии: от II до V вкл.)
- Лили Енева – телефонистка, колежка на Вероника (в 1 серия: I)
- Константин Цанев – лекар, колега на Ана Алданова (в 3 серии: II, III, V)
- Ина Попова – дъщерята на инж. Ванчелов (в 2 серии: II, IV)
- Добромир Манев – баща на ученичката Лили, обучавана от учителя Борис (в 1 серия: II)
- Константин Коцев – съученик на Невена Алданова (в 1 серия: III)
- Александър Александров – следователят Георгиев
- Иван Обретенов – майсторът (в 1 серия: II)
- Найчо Петров – горският (в 1 серия: II)
- Лина Гладийска (в 1 серия: V)
- Нина Стамова (в 3 серии: I, II, IV)
- Калина Братанова (в 1 серия: I)
- Ива Домусчиева (в 4 серии: I, III, IV, V)
- Георги Фратев (в 1 серия: III)
- Георги Роев (в 2 серии: I, III)
- Александър Благоев (в 1 серия: III)
- Атанас Божинов (в 4 серии: I, III, IV, V)
- Евдокия Фратева (в 2 серии: I, III)
- Меглена Димитрова (в 1 серия: I)
- Георги Раданов (в 1 серия: V)
- Юрий Яковлев (в 1 серия: V)
- Димитър Димитров (в 1 серия: V)
- Иван Бодуров (в 3 серии: I, IV, V)
- Стефан Германов (в 1 серия: I)
- Елза Тодорова (в 1 серия: I)
- Красимира Митева (в 1 серия: I)
- Михаил Гецов (в 1 серия: III)
- Димитър Милушев (в 2 серии: II, V)
- Екатерина Славова (в 1 серия: V)
- Кина Мутафова (в 1 серия: V)
- Рихард Езра (в 1 серия: II)
- Гарабед Палабикян (в 1 серия: II)

### 3 сезон
| журналистката Мария Алданова, окръжен кореспондент(в 5 серии: от I до V вкл.)   | Елжана Попова                                       |
| операторът Симеон Симеонов(в 5 серии: от I до V вкл.)                           | Атанас Атанасов                                     |
| Захари, хазяинът на Симеон(в 5 серии: от I до V вкл.)                           | Петър Слабаков                                      |
| старата актриса(в 3 серии: II, III, IV)                                         | Леда Тасева                                         |
| Атанас Гюлев, заместник главния редактор(в 3 серии: I, IV, V)                   | Мариус Донкин                                       |
| Дренски(в 5 серии: от I до V вкл.)                                              | Васил Банов                                         |
| учителят Адамов(в 4 серии: I, II, III, V)                                       | Димитър Йорданов (като Димитър Цонев)               |
| Адамова(в 5 серии: от I до V вкл.)                                              | Златина Тодева                                      |
| Христо Алданов(в 3 серии: II, IV, V)                                            | Коста Цонев                                         |
| Невена Алданова(в 3 серии: II, IV, V)                                           | Емилия Радева                                       |
| архитект Иван Цолов(в 1 серия: II)                                              | Стефан Данаилов                                     |
| д-р Ана Апостолова, дъщеря на Христо и Невена(в 1 серия: IV)                    | Мария Каварджикова                                  |
| Александър Алданов(в 1 серия: IV)                                               | Георги Новаков                                      |
| Вероника, съпруга на Ванчелов, сестра на Христо Алданов(в 1 серия: IV)          | Невена Коканова                                     |
| инженер Константин Ванчелов(в 1 серия: IV)                                      | Георги Калоянчев                                    |
| Борис Апостолов, съпруг на Ана(в 1 серия: IV)                                   | Валентин Гаджоков                                   |
| (в 1 серия: IV)                                                                 | Ива Домусчиева                                      |
| (в 1 серия: IV)                                                                 | Мина Новакова                                       |
| Магда Маркова(в 5 серии: от I до V вкл.)                                        | Ана Петрова                                         |
| съпругът на Магда(в 5 серии: от I до V вкл.)                                    | Антон Карастоянов                                   |
| доячката Нада, помощник-бригадирката от кравефермата(в 5 серии: от I до V вкл.) | Грациела Бъчварова                                  |
| следователката Шивачева(в 3 серии: I, III, V)                                   | Анета Петровска                                     |
| Цвета, болната съпруга на хазяина (в 4 серии: I, III, IV, V)                    | Вяра Делчева                                        |
| Атанас Доков, бригадира от кравефермата(в 5 серии: от I до V вкл.)              | Венцеслав Вълчев                                    |
| Балъкчията(в 4 серии: I, II, III, V)                                            | Никола Тодев                                        |
| Емил, внук на Христо Алданов(в 2 серии: IV, V)                                  | Калоян Роев                                         |
| Матю Мавров(в 4 серии: I, II, III, V)                                           | Велико Стоянов                                      |
| чакащия пред кабинета на Гълъбов(в 1 серия: V)                                  | Владимир Давчев (не е посочен в надписите на филма) |
| следователят Георгиев (в 1 серия: V)                                            | Александър Александров                              |
| Гълъбов (в 1 серия: V)                                                          | Петър Божилов                                       |
| майката на Симеон Симеонов (в 1 серия: V)                                       | Антония Чолчева                                     |
| подполковникът (в 1 серия: V)                                                   | Пенко Пенков                                        |
| съседът на Нада (в 2 серии: I, II)                                              | Любомир Миладинов                                   |
| (в 3 серии: I, II, III)                                                         | Итьо Итев                                           |
|                                                                                 | Любомир Младенов                                    |
| (в 3 серии: I, IV, V)                                                           | Славелена Майноловска                               |
| (в 1 серия: I)                                                                  | Гинчо Илчев                                         |
| (в 1 серия: I)                                                                  | Михаил Гецов                                        |
| (в 4 серии: I, II, III, V)                                                      | Енчо Енев                                           |
| (в 1 серия: I)                                                                  | Мая Динева                                          |
| (в 1 серия: I)                                                                  | Радка Ялъмова                                       |
| адвокатът (в 1 серия: I)                                                        | Георги Георгиев – Гочето (като Георги Георгиев)     |
| (в 5 серии: от I до V вкл.)                                                     | Константин Херман                                   |
| (в 1 серия: IV)                                                                 | Васил Мирчовски                                     |
| (в 1 серия: IV)                                                                 | Христо Христов                                      |
| (в 3 серии: II, III, V)                                                         | Атанас Божинов                                      |
| (в 3 серии: III, IV, V)                                                         | Милка Туйкова                                       |
| (в 5 серии: от I до V вкл.)                                                     | Стефан Джуров                                       |
| (в 3 серии: I, II, III)                                                         | Огнян Узунов                                        |
| (в 5 серии: от I до V вкл.)                                                     | Иван Чаушев                                         |
| (в 3 серии: III, IV, V)                                                         | Цветана Лазарова                                    |
| пазачът (в III серия)                                                           | Веско Зехиров                                       |
| (в 2 серии: III, V)                                                             | Емил Джуров                                         |
| каруцарят в кръчмата (в 2 серии: II, V)                                         | Николай Клисуров                                    |
| пощенската служителка (в 1 серия: V)                                            | Нина Нейкова                                        |
| риболовният надзирател (в 3 серии: III, IV, V)                                  | Веселин Вълков                                      |
| (в 1 серия: III)                                                                | Панайот Янев                                        |
| (в 3 серии: II, III, V)                                                         | Роза Балканска                                      |
| (в 4 серии: II, III, IV, V)                                                     | Мария Стойчева                                      |
| (в 1 серия: III)                                                                | Димитър Ангелов                                     |
| (в 2 серии: III, V)                                                             | Александър Димитров                                 |
| (в 4 серии: I, III, IV, V)                                                      | Момчил Донков                                       |
| съпругата на сина на семейство Адамови (в 1 серия: III)                         | Ева-Мария Радичкова (като Ева Радичкова)            |
| (в 1 серия: III)                                                                | Веселин Борисов                                     |
| племенницата на Нада (в 3 серии: III, IV, V)                                    | Албена Ставрева(като Албена Янева)                  |
| (в 1 серия: IV)                                                                 | Силвия Атанасова                                    |

### 4 сезон
| Христо Алданов(в 5 серии: от I до V вкл.)                                                   | Коста Цонев                    |
| Невена Алданова(в 5 серии: от I до V вкл.)                                                  | Емилия Радева                  |
| д-р Ана Апостолова, дъщеря на Христо и Невена(в 5 серии: от I до V вкл.)                    | Мария Каварджикова             |
| Александър Алданов, син на Христо и Невена(в 4 серии: от I до IV вкл.)                      | Георги Новаков                 |
| журналистката Мария Алданова(в 5 серии: от I до V вкл.)                                     | Елжана Попова                  |
| операторът Симеон Симеонов(в 4 серии: I, II, IV, V)                                         | Атанас Атанасов                |
| майката на Симеон Симеонов (в 2 серии: IV, V)                                               | Антония Чолчева                |
| Борис Апостолов, съпруг на Ана(в 5 серии: от I до V вкл.)                                   | Валентин Гаджоков              |
| майката на Борис Апостолов, живуща при Алданови(в 3 серии: III, IV, V)                      | Кунка Баева                    |
| Вероника, съпруга на Ванчелов, сестра на Христо Алданов(в 5 серии: от I до V вкл.)          | Невена Коканова                |
| Емо, син на Борис и Ана(в 5 серии: от I до V вкл.)                                          | Калоян Роев                    |
| (в 2 серии: IV, V)                                                                          | Георги Роев                    |
| инженер Константин Ванчелов(в 4 серии: I, II, III, V)                                       | Георги Калоянчев               |
| архитект Иван Цолов(в 5 серии: от I до V вкл.)                                              | Стефан Данаилов                |
| инженер Петър Куманов(в 5 серии: от I до V вкл.)                                            | Иван Янчев                     |
| Соня Куманова, майката на Светозар(в 3 серии: III, IV, V)                                   | Жана Стоянович                 |
| Светозар, синът на Куманови(в 3 серии: I, II, III)                                          | Виктор Чучков                  |
| Антония, съпруга и бивша съученичка на Светозар (в 4 серии: от I до IV вкл.)                | Наталия Дончева                |
| (в 1 серия: IV)                                                                             | Мария Карел                    |
| (в 2 серии: II, V)                                                                          | Димитър Кузев                  |
| (в 1 серия: V)                                                                              | Сия Шиварова                   |
| (в 1 серия: V)                                                                              | Георги Жеков                   |
| (в 1 серия: II)                                                                             | Милчо Червенков                |
| (в 2 серии: II, V)                                                                          | Димитър Милев                  |
| Атанас Гюлев, заместник главен редактор(в 4 серии: I, II, IV, V)                            | Мариус Донкин                  |
| нумизматът Златев, началник на цех за пластмасови изделия към АПК(в 4 серии: I, II, III, V) | Георги Русев                   |
| Панайот Върганов, служител във външно министерство (в 4 серии: I, II, III, V)               | Петър Гюров                    |
| младият Върганов, синът на Панайот Върганов(в 5 серии: от I до V вкл.)                      | Атанас Димитров                |
| следовател(в 3 серии: I, II, V)                                                             | Иван Несторов                  |
| (в 3 серии: II, III, IV)                                                                    | Ина Попова                     |
| Венчето, дъщерята на Александър Алданов (в 5 серии: от I до V вкл.)                         | Ива Домусчиева                 |
| хазяинът от добруджанското село(в 3 серии: II, IV, V)                                       | Петър Слабаков                 |
| майката на Стефка(в 2 серии: I, III)                                                        | Лора Кремен                    |
| д-р Филипов(в 3 серии: II, IV, V)                                                           | Иван Джамбазов                 |
| инженер Савчев(в 1 серия: IV)                                                               | Светозар Неделчев              |
| Ичко, големият син на Александър Алданов (в 4 серии: I, II, III, V)                         | Мина Новакова                  |
| (в 1 серия: II)                                                                             | Елица Анева                    |
| (в 2 серии: II, V)                                                                          | Михаела Стойкова               |
| (в 2 серии: II, IV)                                                                         | Цветан Ватев                   |
| (в 2 серии: II, IV)                                                                         | Милен Миланов                  |
| (в 1 серия: II)                                                                             | Гинка Спасова                  |
| Докторът от медицинска академия                                                             | Никола Пашов                   |
| (в 1 серия: II)                                                                             | Красимира Апостолова           |
| Бившата учителка на Цолов(в 1 серия: V)                                                     | Елена Стефанова                |
| Нада, добруджанска гостенка на сватбата(в 1 серия: V)                                       | Грациела Бъчварова             |
| съученик на Невена Алданова(в 1 серия: III)                                                 | Константин Коцев               |
| (в 2 серии: III, IV)                                                                        | Милка Попантонова              |
| Съпруг на Магда Маркова, добруджански гост на сватбата(в 1 серия: V)                        | Антон Карастоянов              |
| Магда Маркова(в 1 серия: V)                                                                 | Ана Петрова (като Ани Петрова) |
|                                                                                             | Златина Дончева                |
| (в 1 серия: I)                                                                              | Георги Фратев                  |
| (в 1 серия: I)                                                                              | Александър Благоев             |
| (в 1 серия: III)                                                                            | Мария Хачикова                 |
| (в 1 серия: III)                                                                            | Марко Мангачев                 |
| (в 1 серия: III)                                                                            | Веселин Мезеклиев              |
| (в 2 серии: I, III)                                                                         | Калоян Цанов                   |
| (в 1 серия: I)                                                                              | Калина Нонева                  |
| (в 1 серия: I)                                                                              | Христо Иванов                  |
| (в 1 серия: IV)                                                                             | Анна Гунчева                   |
| (в 1 серия: IV)                                                                             | Михаил Гецов                   |
| (в 1 серия: IV)                                                                             | Ана Георгиева                  |
| (в 1 серия: IV)                                                                             | Анжела Василева                |
| (в 1 серия: IV)                                                                             | Гани Стайков                   |
| (в 1 серия: IV)                                                                             | Сава Георгиев                  |
| (в 1 серия: IV)                                                                             | Методи Атанасов                |
| (в 1 серия: IV)                                                                             | Николай Кипчев                 |
| (в 1 серия: IV)                                                                             | Огнян Желязков                 |

## Други

### 1 сезон
Действието на филма се развива в Перник.

### 2 сезон
Действието на филма се развива в Перник и в София.

### 3 сезон
Филмът е сниман в Тюленово (част от кадрите от селото са заснети в действителност в пернишко село), в Добрич (Толбухин) и в София.

### 4 сезон
Действието на филма се развива в Перник и в София.